# Im Fluss des Lebens
Im Fluss des Lebens ist ein deutsches Filmdrama von Wolf Gremm aus dem Jahr 2011. Es basiert auf einer Novelle von Ruth-Maria Kubitschek, die im Film auch die Hauptrolle spielt.

## Handlung
Die in Berlin lebende Schriftstellerin Agnes Berg hat gerade aus der Zeitung erfahren, dass ihr der Deutsche Literaturpreis verliehen wird. Sie ruft ihre auf Mallorca lebende Tochter an, die sie 15 Jahre lang nicht gesehen hat, doch geht diese nicht ans Telefon. Sie bittet um Rückruf, und als Johanna zurückruft und ihr sagt, sie habe von der Verleihung in der Zeitung gelesen und sie seien schon auf dem Weg zum Flugplatz, ist Agnes mehr als glücklich. Doch treffen diese bis zur Verleihung nicht ein. In ihrer Dankesrede sagt Agnes gerade über ihr Werk, in dem der Tod eine wichtige Rolle spielt, dass sie damit versuche, dem Tod den Schrecken zu nehmen, als ihr Mobiltelefon klingelt. In der Garderobe klingelt das Telefon erneut, und Agnes erfährt von der Guardia Civil, dass Johanna und ihr Mann Garcia bei einem Autounfall tödlich verunglückt sind.
Agnes signiert noch Bücher, während sich ihre Freundin, die Gätnereibesitzerin Katarina, um Flugtickets bemüht, doch die beiden können erst am nächsten Tag nach Palma de Mallorca reisen, wo sie am Flughafen von Dr. Richard Gutmann, dem Anwalt der Familie, empfangen werden. Während der Fahrt besprechen Agnes und Richard die Situation der Kinder und Agnes zweifelt, ob die Kinder Enrico und Natascha sie akzeptieren werden. Der Anwalt sagt, die andere Großmutter Maria lebe auch dort und er deutet an, dass die beiden Großmütter eine gute Lösung finden müssen. Unterwegs kommen sie an dem Fahrzeugwrack vorbei, in dem Johanna und Garcia umgekommen sind. Am Ziel werden sie vom Hausmädchen Inez empfangen, die Agnes gleich anraunzt, sie habe sie schon am Vortag erwartet. Als Agnes und die beiden Kinder erstmals zusammentreffen, ist Enricos erste Frage an Agnes, wer sie denn sei, und die zweite, warum sie nie zuvor zu Besuch gekommen sei. Und Natascha will wissen, was Agnes denn hier wolle. Als Agnes sagt, sie wolle die Kinder kennenlernen, antwortet Natascha zornig, dass die beiden das nicht wollen, weil Agnes nicht zur Familie gehöre. Vorwürfe bekommt Agnes auch von Inez zu hören: der Unfall sei nur passiert, weil Johanna zur Agnes’ Preisverleihung wollte.
Derweil gerät Katarina mit einem Mann in Streit, der im Garten Blumen schneidet. Dann fahren Agnes und Katarina ins Krankenhaus, weil Agnes ihre Tochter noch einmal sehen will. Dort hält Katarina ihre Freundin jedoch zurück, nachdem sie einen ersten Blick auf die Tote geworfen hat. Kurz alleine fleht sie zu Gott, er solle ihr begreiflich machen, wie das passieren konnte und ihre Tochter bittet sie um Verzeihung für den langjährigen Streit. Ein Angestellter des Krankenhauses händigt Agnes persönliche Gegenstände aus, darunter ein Medaillon, das Agnes ihrer Tochter zum achten Geburtstag geschenkt hatte. Es habe Johanna so gut gefallen, dass sie es sofort anlegte und bis zu ihrem Tod nie wieder ablegen wollte.
Als sie es öffnet, sind darin Bilder der beiden Kinder zu sehen.
Später entdeckt Agnes in einem Regal im Schlafzimmer ihre Bücher und in einer Schatulle eine Menge geschriebener, aber nie abgeschickte Briefe ihrer Tochter an sie. In einem der Briefe liest sie, dass ihre Tochter nie die Hoffnung aufgegeben habe, dass Mutter und Tochter sich versöhnen. Schließlich trifft die andere Großmutter, Maria, ein. Diese lamentiert, sie seien einander nie vorgestellt worden, obwohl Johanna und Garcia 15 Jahre miteinander verheiratet waren. Als Agnes Maria erklärt, das schlechte Verhältnis zwischen Agnes und ihrer Tochter sei schuld daran, stößt sie auf Unverständnis. Als die beiden darüber sprechen, was aus den Kindern werden soll, gibt Maria vor, zu alt für Kinder zu sein und schlägt vor, Enrico und Natascha so bald wie möglich auf ein Internat zu schicken.
Unterdessen hat Katarina mit der Mitarbeiterin in ihrer Gärtnerei telefoniert und erfahren, dass die Bank Probleme mache. Agnes versichert, ihr zu helfen, doch Katarina will ihr Geldproblem alleine lösen. Beim Essen erklären die beiden Kinder, keinen Appetit zu haben. Zur Verstimmung zwischen Agnes und Inez kommt es, als Agnes die Kinder vom Tisch aufstehen lässt, nachdem Inez ihnen gesagt hatte, sie dürften erst aufstehen, wenn sie aufgegessen hätten.
Am nächsten Tag sprechen Katarina und Agnes über die Zukunft der Kinder. Katarina kündigt an, wegen ihrer finanziellen Situation nach Berlin zurück zu müssen. Sie kommt dazu, wie Inez und Natascha darüber streiten, welches Kleid sie dem Bestatter geben, um es der toten Johanna anzuziehen. Inez meint, es müsse ein schwarzes Kleid sein, doch Agnes gibt Natascha recht, die Johannas Lieblingskleid ausgesucht hat, weil sie ein fröhlicher Mensch gewesen sei. Inez entgegnet, Agnes wisse gar nichts über Johanna, um das beurteilen zu können.
Bei einem Spaziergang in der Stadt trifft Agnes, als sie in einer Schaufensterauslage ihre auf Spanisch übersetzten Bücher sieht, auf Dr. Gutmann, der gerade ihr letztes Buch gekauft hat. Er lädt sie ein, gemeinsam mit ihm über den Wochenmarkt zu schlendern, wo er ihr eine Rose kauft. Agnes erkundigt sich danach, wie das Zusammenleben Johannas und Garcias war und Dr. Gutmann, der Patenonkel der Kinder ist, berichtet, dass das Paar, abgesehen von gelegentlichen Streitigkeiten über die Erziehung der Kinder, ein inniges Verhältnis zueinander gehabt habe. Agnes kauft den Kindern Geschenke, aber Natascha lehnt ab. Sie wollten keine Geschenke, sondern in ihrem angestammten Heim bleiben und nicht, wie Inez ihnen erzählt habe, in ein Internat, worauf sich die beiden Großmütter angeblich geeinigt hätten. Agnes sagt den Kindern, dass über ihre Zukunft noch gar nicht entschieden sei und fragt sie nach ihren Wünschen. Natascha sagt, sie wünschte, dass Mama und Papa noch am Leben seien und geht davon. Enrico umarmt seine Großmutter und läuft seiner Schwester nach.
Agnes stellt Inez zur Rede, wie sie dazu komme, den Kindern zu sagen, dass sie in ein Internat müssten. Irgendwer müsse den Kindern ja die Wahrheit sagen, verteidigt sich Inez. Doch das mit dem Internat sei noch gar nicht beschlossen, sagt Agnes. Sie wirft Inez vor, die Kinder gegen sie aufzuhetzen. Die entgegnet, eine echte Großmutter müsse sich nicht die Zuneigung ihrer Enkel mit Geschenken erkaufen. Agnes ist erzürnt und wirft Inez raus. Natascha kommt hinzu und gibt Agnes die Schuld. Sie ruft aus, dass sie Agnes hasse und läuft ihr nach. Derweil verbrennt das Essen im Backofen.
Abends betrachtet Natascha eine Spieldose, in der eine Tänzerin Pirouetten dreht, ein früheres Geschenk von Agnes an ihre Tochter. Agnes entschuldigt sich und erzählt Natascha davon, dass Johanna Tänzerin werden wollte. Natascha sagt, dass sie Ballettstunden nehme, was Oma Maria nicht gerne sehe, und sie fragt, ob sie weiterhin zum Ballett gehen dürfe. Die Kinder fallen Agnes in die Arme, und Agnes bleibt die ganze Nacht bei ihnen. Katarina eröffnet Agnes am Morgen, dass sie schnellstens nach Berlin zurück müsse, Dr. Gutmann bringt sie zum Flughafen. Er fragt Katarina über Agnes’ Familienstand aus. Deren Mann Carlo starb vor fünfzehn Jahren und seitdem hatte sie keine andere Beziehung. Katarina bittet Gutmann, sich um Agnes zu kümmern, während sie weg ist. Derweil sucht Agnes Inez auf, um sich zu entschuldigen und sie der Kinder wegen zu bitten, zurückzukehren, bis die Zukunft der Kinder geklärt sei. Inez willigt ein und fährt mit Agnes zurück. Derweil ruft Agnes’ Verleger an. Er ist nach Mallorca geflogen und will Agnes treffen, um ihr das Erscheinen ihres neuen Buches zu besprechen, das Agnes allerdings noch nicht geschrieben hat.
Die Kinder sind überglücklich über Inez’ Rückkehr und fragen diese, ob sie jetzt die Geschenke ihrer Großmutter annehmen dürfen. Agnes trifft ihren Verleger in einem Straßencafé. Er verlangt von ihr das Manuskript oder zumindest einen Teil davon. Das sei im Moment schwierig, gibt Agnes zu und der Verleger fragt sie überrascht, ob das heißen solle, dass sie noch gar nichts geschrieben habe. Er eröffnet ihr, dass die amerikanischen Partner des Verlages Agnes auf eine Lesetour eingeladen haben, aber das müsse schnell gehen, in spätestens zwei Wochen, und das neue Buch müsse dringend, noch vor der Buchmesse erscheinen.
Nach dem Abendessen schreibt Agnes an ihrem Roman weiter, als ihr einfällt, Dr. Gutmann anzurufen. Sie bittet ihn um einen Gefallen. Er fährt sie an die Unfallstelle, und sie lässt sich den Unfallhergang erläutern, der aber weitgehend im Dunkeln liegt. Als ein Flugzeug im Landeanflug tief über die Unfallstelle fliegt, erschrickt Agnes und schneidet sich an einer Scherbe des Rücklichts. „Warum mussten die beiden sterben“, schreit sie verzweifelt gegen den Himmel. Auf der Weiterfahrt erzählt Johanna dem Rechtsanwalt, dass nach dem Tod ihres Mannes Carlo Johanna mit Garcia nach Mallorca gezogen ist. Die beiden kannten sich zuvor erst ein halbes Jahr, und Agnes war dagegen, dass Johanna wegen Garcia ihr Architekturstudium aufgegeben hat, aber letztlich fühlte sich Agnes von ihrer Tochter im Stich gelassen. Mutter und Tochter hätten dann versucht, ihre Differenzen am Telefon zu klären, aber dies habe immer im Streit geendet. Agnes macht sich Selbstvorwürfe, nicht erfolgreich nach einem Ausweg gesucht zu haben und wünscht sich, noch einen Augenblick mit ihrer toten Tochter zu haben, um ihr zu sagen, wie sehr sie sie liebe.
Der nächste Tag ist der Tag der Beerdigung. Am Tag nach der Beerdigung eröffnet Dr. Gutmann das Testament. Es ist testamentarisch festgelegt, dass das Erbe von den beiden Großmüttern gemeinsam verwaltet wird und die Betreuung der Kinder beiden Großmüttern obliegt, bis die Kinder mündig sind. Allerdings ist Agnes notariell zum Vormund bestimmt. Maria begehrt auf, es sei das Beste, wenn die Kinder in ein Internat kämen, doch Agnes ist damit nicht einverstanden.
Als Dr. Gutmann Agnes in die Villa fährt, halten sie am Strand, und Agnes erzählt ihm, dass die Nähe des Meeres sie befreie. Ihre Tochter habe immer gesagt, das sei, wie sich im Fluss des Lebens treiben zu lassen. Dr. Gutmann versteht das nicht ganz, und Agnes erklärt ihm, man müsse das Leben annehmen wie es ist, auch wenn es schlecht ist. Er fragt sie dann, ob Agnes sich vorstellen könne, auf der Insel zu bleiben, nicht nur wegen der Kinder. Er küsst sie, aber Agnes zuckt zurück und will zurückgebracht werden zu den Kindern. Zuhause, im Garten, sprechen Agnes und Katarina miteinander. Diese hat erfahren, dass die Bank keinen weiteren Aufschub gewährt. Agnes bietet erneut ihre Hilfe an, aber Katarina lehnt ab. Sie hat mit ihrer Gärtnerei abgeschlossen. Agnes erzählt davon, dass der Rechtsanwalt sie geküsst habe, aber sie könne sich nicht in eine Affäre stürzen, in ihrem Alter, einen Tag nach der Beerdigung ihrer Tochter.
Agnes gesteht ihrer Freundin, dass sie Sympathien hegt für Richard Gutmann, aber der Zeitpunkt sei falsch. Katarina wendet ein, dass allen die Zeit davonlaufe. Später sitzt Agnes an ihrem Laptop und denkt über den Titel ihres Buches nach, das sie „Im Fluss des Lebens“ nennt. Am Morgen geraten Katarina und der Gärtner in Meinungsverschiedenheiten darüber, wie man einen gewissen Busch schneidet, wovon Agnes erwacht. Das Telefon klingelt. Sie erfährt, dass Maria ins Krankenhaus eingeliefert wurde. Sie eilt zu ihr. Maria hat den Arm gebrochen und will ihre Ruhe. Agnes sieht, dass eines ihrer Bücher auf dem Nachtisch liegt. Nach dem Besuch im Krankenhaus verabredet sich Agnes mit Richard, der sich gerade auf einer Geburtstagsparty befindet. Als die beiden gemeinsam tanzen, gesteht Agnes, dass das Leben zu kurz sei, und sie gerne mit ihm alleine sein wolle. Doch auf seiner Finca erklärt sie ihm, dass sie zu lange allein sei und es alles zu schnell gehe und sie todmüde sei. Sie schläft an Ort und Stelle ein. Am nächsten Morgen wacht sie auf, genießt den Ausblick über die Felder, doch besinnt sich auf die Kinder. Richard bietet ihr Frühstück an, doch sie will nur einen Espresso, weil sie es eilig habe und zu den Kindern wolle. Die schauen aus dem Fenster, als er sie vor der Haustür absetzt, kichern und hüpfen zurück ins Bett, wo sie so tun, als ob sie noch schliefen.
Doch als Agnes Enrico zudecken will, erschreckt er sie und eine wilde Kissenschlacht bricht aus. Später spricht Agnes mit dem Verleger, der inzwischen das Manuskript gelesen hat und damit sehr zufrieden ist. Er drängt auf schnelle Entscheidung wegen der Lesereise in den Vereinigten Staaten. Doch Agnes lehnt ab, weil sie zunächst für die Kinder da sein will. Der Verleger reagiert enttäuscht, räumt aber ein, sich auch so entschieden zu haben. Später bringt Agnes Maria Feigen ins Krankenhaus und erzählt ihr, dass sie und die Kinder beschlossen haben, Maria zu sich zu nehmen.
Der Film endet im Garten der Villa, wo Agnes und Richard sich küssen. Auch Katarina und der Gärtner Pablo sind inzwischen ein Paar geworden.

## Produktionsnotizen
Im Fluss des Lebens wurde vom 20. Juni bis zum 20. Juli 2010 gedreht und hatte am 11. Februar 2011 in Deutschland seine Premiere auf Das Erste.

## Kritik
Die TV Spielfilm vergab die schlechteste Wertung (Daumen nach unten) und befand: „Hölzern mimen sich die Darsteller durch Dialoge voller Kalendersprüche.“ und zog als Fazit: „Telekitsch mit Trauerflor: zum Heulen platt“.